# Chyromya apicalis
Chyromya apicalis is een vliegensoort uit de familie van de Chyromyidae. De wetenschappelijke naam van de soort is voor het eerst geldig gepubliceerd in 1929 door Czerny.